# Avance Deportivo
Avance Deportivo es un diario deportivo español editado en Málaga por el Grupo Avance Deportivo Multimedia. Su directora es la periodista Laura Pérez Torres. Se centra principalmente en informar acerca de la actualidad sobre deportes emergentes, en especial la de las disciplinas olímpicas y paralímpicas, además de la ciencia del deporte.

## Historia
Avance Deportivo es un medio de comunicación español en formato digital y de temática deportiva, que fue constituido el 19 de septiembre de 2013 por los periodistas Laura Pérez Torres y Jesús Ortiz García. Actualmente engloba el periódico digital matriz, un canal de radio, un canal de televisión y redes sociales especializadas.
Los principios de este medio, autodefinido como independiente, son los de ofrecer información deportiva de calidad y utilidad sobre las diferentes disciplinas olímpicas y paralímpicas, con especial hincapié en el deporte base y la igualdad de género. Otra línea temática de Avance Deportivo es la investigación en ciencias del deporte.
El medio nació en 2011 como proyecto denominado Agencia Deportiva Avance, recibiendo uno de los galardones de los premios Spin Off de la Universidad de Málaga. Al año siguiente, fue elegido como proyecto suplente en la convocatoria Uniproyecta, fomentada por Universia y en 2013 fue candidato al premio Yuzz, promovido por el Banco Santander y dirigido a jóvenes con ideas.
Entre los hitos principales de la trayectoria de Avance Deportivo cabe destacar:
-       La creación y promoción de las dos ediciones de las jornadas de Periodismo Deportivo “El tercer tiempo de la comunicación”, llevadas a cabo en 2014 y 2015 en la Universidad de Málaga.
-       La apertura del canal de radio en octubre de 2014, dotándole como contenido de un programa semanal deportivo en el que destacaron colaboraciones de profesionales del periodismo deportivo e investigadores.
-       La firma en 2015 del acuerdo con el Comité Paralímpico Español para la intensificación de la colaboración entre ambas entidades para fomentar una mayor cobertura de la información paralímpica en los medios de comunicación de dicho grupo, principalmente en el periódico.
-       La creación de un informativo semanal de vídeo en lengua de signos sobre la información deportiva olímpica y paralímpica los meses previos a los Juegos de Río 2016.
-       La creación y promoción de las jornadas “Comunica Deporte”, llevadas a cabo en junio de 2017 y de forma parcial en talleres en 2018, ambas actividades en el Instituto Andaluz del Deporte.
-       La apertura del canal de televisión en octubre de 2017, dotándole como contenido un programa mensual deportivo en el que destacaron entrevistas a personajes del deporte y reportajes sobre distintos aspectos y singularidades de la competición y actividad deportiva.
-       La creación y promoción de las jornadas “Linkin Youtube”, llevadas a cabo en 2018 en la Universidad de Málaga.
-       La creación y promoción de las jornadas “Entrena tu emprendimiento”, llevadas en cabo en 2018 en el Palacio de Deportes José María Martín Carpena.
Entre los reconocimientos recibidos por Avance Deportivo, destacan:
-       Mención de la Consejería de Turismo y Deporte (2014) como primer medio de comunicación en tratar de forma igualitaria el deporte olímpico y paralímpico.
-       Distinción de la Real Federación Española de Taekwondo (2016), por la divulgación del deporte de forma plural.
-       Premio Lili Álvarez (2017) a Laura Pérez Torres, CEO de Avance Deportivo, por la cobertura fotografía en la categoría femenina del Mundial de MTB de Vallnord en 2015.
Avance Deportivo se ha destacado por dar visibilidad a deportes minoritarios o menos populares y ser una alternativa a los medios tradicionales en los que los deportes de masas ocupan la mayor parte de sus espacios y parrillas. De este modo, la plataforma multimedia se ha caracterizado por efectuar coberturas informativas singulares de acontecimientos internacionales tales como:
-       Juegos Olímpicos de Invierno de Sochi 2014
-       Juegos Paralímpicos de Invierno de Sochi 2014
-       Juegos Olímpicos de la Juventud de Nanjing 2014
-       Juegos Europeos de Bakú 2015
-       Festival Olímpico de la Juventud Europea de Tiflis 2015
-       Juegos Olímpicos de Río de Janeiro 2016
-       Juegos Paralímpicos de Río de Janeiro 2016
-       Juegos Olímpicos de Invierno de la Juventud de Lillehammer 2016
-       Juegos Olímpicos de Invierno de Pieonchang 2018
-       Juegos Paralímpicos de Invierno de Pieonchang 2018
Asimismo, ha desarrollado labores de medio oficial en las tres ediciones de la Olimpiada Escolar de Andalucía, organizada por la Fundación Andalucía Olímpica en 2015, 2016 y 2018; el Desafío de los 100 Estadios, en 2015; y el IV Congreso Internacional de Deporte Inclusivo, efectuado en 2015 en Almería.
En la actualidad, Avance Deportivo está dirigido por Laura Pérez Torres y mantiene activa su cabecera de periódico digital y empresa de servicios de comunicación.